# Stanislao Mocenni
Stanislao Mocenni (Siena, 21 marzo 1837 – Siena, 1907) è stato un generale e politico italiano.

## Biografia
Membro di una famiglia senese, giovanissimo intraprese la carriera militare e divenne ufficiale dell'esercito del Granducato di Toscana. Passato nel 1860 in quello italiano, si distinse nella repressione del brigantaggio nell'Italia meridionale.
Fu nominato generale il 15 dicembre 1883. Fu deputato dal 1874 al 1900 e ministro della guerra con Francesco Crispi dal 1893 al 1896. Fu lui a proporre al consiglio dei ministri l'invio di truppe in Africa per la Battaglia di Adua e dovette dimettersi con il governo Crispi IV a seguito proprio del tragico fallimento di tale impresa.